# 絹川久子
絹川 久子（きぬかわ ひさこ）は、フェミニスト神学者。
1961年国際基督教大学卒業後、1964年アメリカ・インディアナ州ゴシェン聖書神学校神学修士。64－65年ICUキリスト教と文化センター助手、1984年玉川聖学院講師。1992年サンフランシスコ神学校でDoctor of Ministry（牧会学博士）。博士論文は「女性たちとイエス」。日本フェミニスト神学・宣教センターを設立し、その共同ディレクター。

## 著書
- 『聖書のフェミニズム 女性の自立をめざして』ヨルダン社 1987
- 『女性の視点で聖書を読む』日本基督教団出版局 1995
- 『女性たちとイエス 相互行為的視点からマルコ福音書を読み直す』日本基督教団出版局 1997
- 『ジェンダーの視点で読む聖書』日本キリスト教団出版局 2002
- 『沈黙の声を聴く マルコ福音書から』日本キリスト教団出版局 2014

### 翻訳
- ペイゲルス『アダムとエバと蛇 「楽園神話」解釈の変遷』出村みや子共訳 ヨルダン社 1993
- A.C.ワイヤ『パウロとコリントの女性預言者たち パウロの修辞を通して再構築する』日本基督教団出版局 2001
- フィリス・トリブル『フェミニスト視点による聖書読解入門』湯浅裕子、森真弓共訳　新教出版社 新教新書 2002
- エリザベス・シュスラー・フィオレンツァ編『フェミニスト聖書注解 聖典の探索へ』山口里子と日本語版監修 日本キリスト教団出版局 2002
- Ph.トリブル,L.M.ラッセル編著『ハガルとサラ、その子どもたち ユダヤ教、キリスト教、イスラム教の対話への道』日本キリスト教団出版局 2009

## 注
1. ↑  『聖書のフェミニズム』著者紹介
2. ↑  アジアジェンダー会議